# Kornelia Kunisch
Kornelia Kunisch   (Lübben (Spreewald), 17 d'octubre de 1959), de soltera Elbe, fou una jugadora d'handbol alemanya que va competir sota bandera de la República Democràtica Alemanya durant les dècades de 1970 i 1980. Jugà fins a començaments del segle xxi.
El 1978 va guanyar el Campionat del món d'handbol que es va disputar a Txecoslovàquia. Dos anys més tard va prendre part en els Jocs Olímpics de Moscou, on guanyà la medalla de bronze en la competició d'handbol. Amb la selecció nacional jugà un total de 200 partits en què marcà 675 gols.
A nivell de clubs jugà al SC Magdeburg (1975-1990), TuS Eintracht Minden (1990-1997), VT Bückeburg (1997-2001) i Eintracht Oberlubbe (2001). El 1981 guanyà la lliga de la República Democràtica Alemanya i fou màxima golejadora d'aquesta lliga el 1980 i 1989.